# ЛГБТ права на Блиском истоку
Лезбијке, геј, бисексуалне и трансродне особе углавном имају ограничена или врло рестриктивна права у већини делова Блиског истока, а у другим деловима доживљавају отворено непријатељство. Хомосексуалност је незаконита у 10 од 18 земаља које чине овај регион. Кажњива је смрћу у шест од 18 земаља. На права и слободе ЛГБТ грађана снажно утичу преовлађујуће културне традиције и религиозни обичаји људи који живе у региону - нарочито ислам.
Све сексуалне оријентације су легалне у Бахреину, на Кипру, Северном Кипру, Либану, Израелу, Јордану, Палестини (Западна обала) и Турској. Женска хомосексуална активност је легална у Палестини (појас Газе) и Кувајту; међутим, женска хомосексуалност у Египту није јасно дефинисана у правном смислу. Иако женска хомосексуалност није толико забрањена, мали број ових земаља признају њихова законска права и одредбе. Мушка хомосексуална активност је незаконита и кажњива затвором у Кувајту, Египту, Оману, Катару и Сирији. Кажњива је смрћу у Ирану, Ираку, Саудијској Арабији, Катару, УАЕ. У Јемену или Палестини (појас Газе) казна се може разликовати између смрти и затвора у зависности од почињеног дела.
Неколико земаља Блиског истока примило је снажне међународне критике због прогона хомосексуалних и транссексуалних особа новчаним казнама, затвором и смрћу.

## Историја
Докази о хомосексуалности на Блиском истоку сежу чак до времена Старог Египта и Месопотамије. У древној Асирији сексуални злочини су кажњавани идентично било да су хомосексуални или хетеросексуални. Појединац се није суочио са кажњавањем за сексуалне односе са особом из исте друштвене класе, култном проститутком или са неким чија се родна улога није сматрала чврсто мушком. На једној акадској плочици пише: „Ако човек пенетрира некога себи једнаког одостраг, он постаје вођа међу својим вршњацима и браћом”. Међутим, у случају хомосексуалних односа са колегама војницима, робовима, краљевским слугама или онима у којима је неко из вишег друштвеног сталежа био потчињен илити пенетриран, то се сматрало лошим знаком. Асирски закони из 1075. године пре нове ере имају прилично оштар закон за хомосексуалност у војсци, који гласи: „Ако човек има односе са својим братом по оружју, има га се преобратити у евнуха." 
Током средњовековног периода и раног модерног доба, блискоисточна друштва доживела су процват хомо-еротске литературе. Историчари тврде да, иако се „одавно претпостављало да су арапско-исламска друштва одувек била мање толерантна према хомосексуалности него запад, у предмодерно доба западни путници су били задивљени када су видели ислам као'сексуално-позитивну религију' и мушкарце како отворено изражавају љубав према младим дечацима речима и гестикулацијом.”

У 19. и почетком 20. века, хомосексуална активност била је релативно уобичајена на Блиском истоку, делимично захваљујући широкој полној сегрегацији, која је отежала хетеросексуалне сусрете изван брака. Георг Клауда пише да је „безброј писаца и уметника попут Андреа Жида, Оскара Вајлда и Едварда М. Форстера одлазили на ходочашћа у 19. и 20. веку из хомофобне Европе у Алжир, Мароко, Египат и разне друге арапске земље, где хомосексуални секс није био само недискриминисан или супултурно гетоизован, већ је, чини се, био доступан и на сваком ћошку”.

## Блиски исток данас
У Ирану, Саудијској Арабији, Катару, Уједињеним Арапским Емиратима и Јемену, закони налажу да ће се, уколико се нађе да је неко учествовао у истополном сексуалном односу, применити смртна казна. Према извештају Стејт Департмента САД, у Саудијској Арабији нема формираних ЛГБТ организација. Надаље, извештаји о службеној и социјалној дискриминацији на основу сексуалне оријентације остају нејасни због снажног друштвеног притиска да се не разговара о ЛГБТ стварима
Јордан, Бахреин и Ирак су једине арапске земље у којима је хомосексуалност легална; међутим, у ирачком друштву постоји стигма која понекад доводи до погубљења. ИСИС не толерише хомосексуалност. Неке нације на Блиском истоку имају одређену толеранцију и законску заштиту за транссексуалне и трансродне људе. На пример, иранска влада је одобрила операције промене пола уз медицинско одобрење. Сиријска влада је одобрила сличне операције још 2011. године. Покрети за одбрану права ЛГБТ особа постоје и у другим земљама Блиског истока, укључујући Турску и Либан. Међутим, и у Турској и у Либану промене су споре и недавно сузбијање ЛГБТ догађаја изазвало је забринутост за слободу удруживања и изражавања ЛГБТ особа и организација.